# Maria Simonis de Berlaere
Maria Simonis de Berlaere (Gent, 17 april 1860 - Oudenaarde, 20 juni 1903) was een Belgische componiste. Ze componeerde vooral werken voor piano en liederen. 

## Opleiding
Maria Simonis de Berlaere begon haar muziekstudies aan het Conservatorium van Gent op haar tiende. Hier kreeg ze les van componist Leo Van Gheluwe. In 1971 volgde ze haar onderwijzer naar de Stedelijke Muziekschool van Brugge toen hij daar tot directeur werd benoemd. Ze werd door Van Gheluwe onderricht in piano en nadien compositie. In 1878 huwden de twee. 

## Werken
Vanaf haar dertiende componeerde Simonis de Berlaere (onuitgegeven) pianostukjes. In 1876 werd voor het eerst één van haar werken uitgevoerd op de Brugse muziekschool, namelijk  Fantasie voor piano en klein orkest. In datzelfde jaar vroeg Van Gheluwe haar te assisteren bij het componeren van zijn Philippina van Vlaanderen. Hiervoor schreef Simonis de Berlaere enkele entr’actes, een deel van de apotheose en hielp ze bij het orkestreren. 
In 1877 publiceerde Schott haar eerste pianocomposities: opus 1 (Sonatine), opus 2 (Sonatine) en opus 3 (Fantasie). Andere werken die tot haar oeuvre behoren zijn: het pianowerk opus 4 (Sonate in mi mineur) en liederen als We wonen in het blonde Noorden (tekst van Sevens), Afscheid (tekst van Coopman) en Treurig zingen (tekst van Antheunis). Dit laatste lied werd gepubliceerd in de zesde reeks Nederlandsche zangstukken van het Willemsfonds. 
- MusicBrainz: 9ca0727e-23d3-4e2f-b1fc-98bb3df9dc1c